# Президентские выборы в Иране (2009)
Десятые президентские выборы в Иране состоялись 12 июня 2009 года (22 хордада 1388). Дата выборов была утверждена Советом стражей 7 сентября 2008 года. В выборах участвовали 4 кандидата: Мир-Хосейн Мусави, Мехди Карруби, Мохсен Резайи и действовавший президент, Махмуд Ахмадинежад. Основная борьба развернулась между президентом-консерватором и реформатором Мир-Хосейном Мусави. Победу в первом туре с 62,6 % голосов одержал Махмуд Ахмадинежад.
Оппозиция отказалась признавать официальные итоги выборов. В Тегеране и других городах Ирана начались демонстрации и столкновения с полицией. Члены некоторых оппозиционных партий были арестованы.
Выборы 2009 года стали одними из самых напряжённых в современной истории Ирана. Это были первые выборы, на которых кандидаты участвовали в теледебатах в прямом эфире. Явка в 85 % стала абсолютным рекордом.

## Президент Ирана
Президент Ирана является главой исполнительной власти страны, но формально главой государства является Высший руководитель. Президент возглавляет правительство, кандидатов в члены которого предварительно представляет Парламенту, назначает главу Высшего совета национальной безопасности и некоторых других ведомств, губернаторов провинций, послов в прочие государства. Примечательно, что в его юрисдикцию не входит контроль над военными и полицией, а также над некоторыми специфическими государственными органами Исламской республики (Совет стражей конституции, Совет целесообразности и Совет экспертов).

### Порядок выборов
Должность президента является выборной. Президент избирается прямым всенародным голосованием сроком на 4 года, при этом один и тот же человек не имеет права занимать пост более двух сроков подряд. Правом голоса обладают все граждане Ирана от 18 лет — всего 46 млн 200 тысяч человек. Предварительно кандидатура соискателя на пост президента требует утверждения Совета стражей конституции. Президент может быть снят с должности только Высшим руководителем, но для этого необходимо либо решение суда, либо соответствующее обращение парламентского большинства к Высшему руководителю.
Президент выбирается абсолютным большинством голосов избирателей. Если же в первом туре выборов никто из кандидатов не набрал такого большинства голосов, в пятницу на следующей неделе проводится повторное голосование. Во втором туре выборов участвуют только два кандидата, набравшие наибольшее количество голосов в первом туре. Если же кандидаты, набравшие наибольшее количество голосов, откажутся от участия во втором туре, в нём примут участие два других кандидата, опередивших в первом туре остальных претендентов по количеству голосов избирателей.
Регистрация кандидатов в президенты начиналась 5 мая. На регистрацию были отведены четыре дня, затем, 20 мая Совет стражей конституции рассмотрел кандидатуры и опубликовал официальный список зарегистрированных кандидатов в президенты. 22 мая официально стартовала избирательная кампания, которая продлилась двадцать дней. 11 июня — «день тишины». В случае, если бы в первом туре не выявился победитель, второй тур выборов состоялся бы 19 июня.

### Численность избирателей
| Провинция               | Население, тыс. чел. | Избиратели |
| Тегеран                 | 13413,3              | 8 796 466  |
| Кум                     | 1041,7               | 655 988    |
| Центральный (Меркези)   | 1349,6               | 885 558    |
| Казвин                  | 1143,2               | 749 205    |
| Гилян                   | 2405,9               | 1 576 046  |
| Ардебиль                | 1225,3               | 804 881    |
| Зенджан                 | 964,6                | 632 160    |
| Восточный Азербайджан   | 3603,5               | 2 461 553  |
| Западный Азербайджан    | 2873,5               | 1 883 144  |
| Курдистан               | 1439,5               | 943 818    |
| Хамадан                 | 1703,3               | 1 256 250  |
| Керманшах               | 1879,4               | 1 231 672  |
| Илам                    | 545,8                | 357 687    |
| Лурестан                | 1716,5               | 1 124 940  |
| Хузестан                | 4275,0               | 2 801 644  |
| Чехармехаль и Бахтиария | 857,9                | 562 238    |
| Кохгилуйе и Бойерахмед  | 634,3                | 415 694    |
| Бушир                   | 886,3                | 580 822    |
| Фарс                    | 4337,9               | 2 842 209  |
| Хормозган               | 1404,7               | 919 908    |
| Систан и Белуджистан    | 2406,7               | 1 306 624  |
| Керман                  | 2652,4               | 1 738 280  |
| Йезд                    | 990,8                | 609 341    |
| Исфахан                 | 4559,3               | 2 987 946  |
| Семнан                  | 589,7                | 436 492    |
| Мазендеран              | 2920,7               | 1 915 240  |
| Голестан                | 1617,0               | 1 059 769  |
| Северный Хорасан        | 811,6                | 484 326    |
| Хорасан-Резави          | 5593,1               | 3 425 882  |
| Южный Хорасан           | 636,4                | 445 480    |
| Всего:                  | 70495,8              | 46 199 997 |

## Избирательная кампания
До 10 мая предварительную регистрацию соискателей на пост президента прошли 475 человек, в том числе 42 женщины. Самому младшему из них было 18 лет, самому старшему — 86. 20 мая были официально утверждены кандидатуры четырёх из них: действующего президента Махмуда Ахмадинежада, Мир-Хосейна Мусави, Мехди Карруби и Мохсена Резаи. 12 мая Высший руководитель Ирана аятолла Али Хаменеи высказал свою поддержку Ахмадинежаду.
19 мая оппозиция обвинила Ахмадинежада в подкупе избирателей: правительство раздавало чеки на 50 и 100 тысяч туманов (50 и 100 долларов США) среди сельских учителей, учащихся и бедняков. Также, критике подверглась другая правительственная акция, прозванная в народе «картофельной политикой»: правительство решило бесплатно раздать жителям сельских районов 400 тысяч тонн картофеля. При этом, по официальной версии, акция вызвана необходимостью как-то реализовать излишки прошлогоднего обильного урожая.
24 мая по распоряжению министерства связи и информационных технологий на срок до 12 июня во всём Иране был запрещён доступ к социальной сети Facebook, которую активно использовал в своей агитации Мир-Хосейн Мусави. Однако на следующий день Махмуд Ахмадинежад заявил, что запрет был введён без его ведома и разрешения, и 26 мая доступ к Facebook был разблокирован.
Президентские выборы 2009 года стали первыми в Иране, где участники использовали в своих предвыборных кампаниях цвета. Так, штаб Мир-Хосейна Мусави избрал цветом своей кампании зелёный. Мехди Карруби — белый. Это было встречена критикой со стороны кандидатов-консерваторов. В частности, газета Кейхан отметила сходство такой тактики с серией «цветных революций» на постсоветском пространстве. По мнению жены спикера иранского правительства, известной журналистки и сторонницы Ахмадинежада, Фатимы Раджаби неэтично использовать в политической борьбе священный цвет ислама. Сторонники Ахмадинежада изначально также использовали красные цвета при агитации, но позже от этой практики отказались.
29 мая отделение предвыборного штаба Ахмадинежада в Захедане (Систан и Белуджистан) подверглось обстрелу.
После теледебатов между Ахмадинежадом и Мусави, состоявшихся 3 июня, иранский юрист Немат Ахмади обвинил Ахмадинежада в нарушении конституции и призвал Совет стражей аннулировать его регистрацию. В ходе дебатов Махмуд Ахмадинежад обвинил своих предшественников Хашеми и Хатами в неграмотной политике а супругу Мусави — в том, что она получила докторскую степень без экзаменов. В свою очередь Мусави обвинил Ахмадинежада в диктаторских методах и в непродуманной внешней политике, нанёсшей ущерб Ирану. Так, Мусави раскритиковал отрицание Ахмадинежадом Холокоста. В свою очередь, Али Акбар Хашеми Рафсанджани (ныне возглавляет Совет целесообразности) потребовал от государственного телевидения выделить дополнительное время и предложил Ахмадинежаду провести теледебаты с ним. В пятницу, 5 июня стало известно, что Акбар Хашеми подаёт в суд на Ахмадинежада за высказанные им в адрес экс-президента и его семьи обвинения в коррупции. Ахмадинежад в свою очередь потребовал от ГИРИ выделить ему дополнительное эфирное время, чтобы ответить на критику оппонентов. Его просьба была удовлетворена.
5 июня сторонники Мусави провели массовую манифестацию возле дома Мехди Карруби, который также выдвинут от лагеря реформистов, с призывами к нему снять свою кандидатуру в пользу Мусави. Командующий центральным военным округом Стражей исламской революции генерал Али-Асгар Хани обвинил оппозицию в подготовке бархатной революции по примеру Грузии и Украины в Иране в период выборов.
В субботу, 6 июня Махмуд Ахмадинежад во время теледебатов с Мехди Карруби предложил всем кандидатам придать гласности информацию о своем имуществе, его идея была поддержана всеми кандидатами: все четыре кандидата в президенты Ирана согласны представить судебным органам страны списки своих активов.
В воскресенье вечером в Тегеране прошли столкновения между сторонниками президента Махмуда Ахмадинежада и Мехди Карруби. Беспорядки начались на севере столицы — в районе Сарв, а в центре города в результате беспорядков сгорели несколько автомобилей. На следующий день руководство иранской полиции предупредило сторонников всех кандидатов в президенты Ирана, что в случае, если они начнут стычки между собой, в отношении их будут приняты жесткие меры.
8 июня Мохсен Резайи объявил, что в случае победы опубликует личную переписку с Хомейни, которую он вёл в должности командующего КСИР во время ирано-иракской войны. Письма «смогут пролить свет на ход боев, в которых участвовали подразделения КСИР, сумевшие остановить наступление иракских войск».
Председатель Центральной избирательной комиссии Ирана Камран Данешджу предположил, что выборы 2009 года станут рекордными по уровню явки избирателей. По его словам, министерство внутренних дел готово к «максимально активному» участию в голосовании 46,2 млн избирателей.
9 июня Мехди Карруби обещал в случае своего избрания президентом выдвинуть на пост министра культуры Джамили Кадивар, которая в этом случае стала бы первой женщиной-министром в истории послереволюционного Ирана.
Предвыборная кампания официально завершилась 11 июня в 8 утра. Утром также начала работу Организация по контролю за выборами, куда кандидаты могут обращаться с жалобами.

### Теледебаты
В рамках подготовки к выборам на центральном телевидении в прямом эфире были проведены теледебаты между кандидатами. Программа теледебатов было подготовлена на основе жеребьевки, которая состоялась при участии кандидатов 20 мая. Шесть 90-минутных программ транслировались в прямом эфире иранским спутниковым телеканалом «Channel 3».
- 2 июня: Карруби — Резайи
- 3 июня: Ахмадинежад — Мусави (Запись на YouTube Архивная копия от 27 сентября 2016 на Wayback Machine)
- 4 июня: Резайи — Мусави
- 6 июня: Ахмадинежад — Карруби
- 7 июня: Карруби — Мусави
- 8 июня: Ахмадинежад — Резайи

## Зарегистрировавшиеся кандидаты
| Фото               | Дата регистрации кандидата | Партия                             | Примечание |
| ------------------ | -------------------------- | ---------------------------------- | --- |
| Мохсен Резайи      | 8 мая 2009                 | Независимый кандидат               | Родился в 1954 году в Масджид-Солеймане. Окончил факультет машиностроение в Тегеранском университете науки и технологий. Кадровый военный, в 1981—1997 году возглавлял Корпус Стражей Исламской Революции. В 1997 избран в Совет целесообразности, в настоящее время является его секретарём. Генерал-майор. Национальность — лур. |
| Махмуд Ахмадинежад | 8 мая 2009                 | Абадгаран                          | Родился в 1956 году в Гармсаре. Инженер, доктор наук. Окончил Тегеранский университет науки и технологий. Добровольцем участвовал в ирано-иракской войне в составе спецподразделения КСИР. После войны возглавлял администрации городов Хой и Маку в Западном Азербайджане, занимал пост советника губернатора провинции Курдистан. В 1993—1997 — губернатор провинции Ардебиль. В 2003—2005 — мэр Тегерана. С августа 2005 — президент Ирана. |
| Мехди Карруби      | 9 мая 2008                 | Партия национального доверия Ирана | Родился в 1937 году в Алигударзе. Окончил богословский факультет Тегеранского университета. Депутат от родной провинции Лурестан в Исламском консультативном совете первого созыва, в 1989—1992 и в 2000-2004 годах — спикер Совета (избрался от Тегерана). В 1989 году основал и возглавил «Ассоциацию воинственных клириков», ставшую затем политической партией. В 2005 году вышел из неё и создал собственную Партию национального доверия Ирана. На посту спикера Меджлиса часто выступал критиком радикальных рыночных реформ президента Рафсанджани и выступал за более активное участие государства в экономике. По национальности — лур. |
| Мир-Хосейн Мусави  | 9 мая 2009                 | Фронт участия исламского Ирана     | Родился в 1941 году в Хамене. Окончил факультет архитектуры и градостроительства Иранского национального университета («Шахид Бехешти»). В 1981 — министр иностранных дел Ирана, в 1981—1989 годах — премьер-министр Ирана. Президент Иранской академии наук, депутат Совета по определению политической целесообразности и Высшего совета по культурной революции Ирана. Азербайджанец. |

## Потенциальные Кандидаты

### Возможные кандидаты от реформистов
- Мохаммад Хашеми, брат Акбара Хашеми-Рафсанджани и бывший президент Голоса ИРИ.
- Абдулла Нури, министр внутренних дел в правительствах Хашеми-Рафсанджани и Хатами, бывший спикер Тегеранского Городского совета.
- Мохсен Мехрализаде, бывший президент Организации физического воспитания.
- Мохаммад-Али Наджафи, министр в правительстве Рафсанджани, президент организации по бюджетному планированию в правительстве Хатами.

### Возможные кандидаты от консерваторов
- Мохаммад-Багер Галибаф, мэр Тегерана[47].
- Мохаммад Джехроми, министр труда в правительстве Ахмадинежада.
- Мустафа Пурмохаммади, бывший министр внутренних дел в правительстве Ахмадинежада[47].

### Снявшиеся кандидатуры
- Мохаммад Хатами, президент Ирана в 1997—2005 годах[48]. Выдвинул свою кандидатуру 12 февраля[49] и снялся с выборов 16 марта 2009 года[50][51], предположительно, в пользу Мир-Хосейна Мусави[52]. В ночь на 17 марта было распространено официальное заявление Хатами, где он подтвердил свою поддержку Мусави[53].

### Отклонённые кандидатуры
- Рафат Баят[англ.] — консервативная политическая деятельница, депутат маджлиса от Зенджана[54]
- Акбар Алами — бывший депутат Маджлиса от Тебриза[55]
- Гасем Шолех-Саади[англ.] — бывший депутат маджлиса[56]

## Данные предвыборных опросов
|                    | Махмуд Ахмадинежад | Мехди Карруби | Мир-Хосейн Мусави | Мохсен Резайи |
| ------------------ | ------------------ | ------------- | ----------------- | ------------- |
| Ray-e Mellat       | 42%                | 6%            | 44%               | 4%            |
| ПНД                | 1-й                | 2-й           | 3-й               | 4-й           |
| Press TV           | 59%                | н/д           | 22%               | н/д           |
| Правительство      | 54%                | н/д           | 22%               | н/д           |
| Labour News Agency | 36%                | 8%            | 52%               | н/д           |
| ГИРИ               | 43%                | н/д           | 47%               | н/д           |
| Ayandeh News       | 34%                | н/д           | 38%               | н/д           |

## Голосование
Избирательные участки по всей стране открылись 12 июня в 8 утра. Голосование должно было завершиться в 18:00 по местному времени, однако из-за наплыва избирателей его решили продлить до 20:00. Официальные результаты голосования были объявлены днём 13 июня. Явка на выборах составила 85 %.

### Результаты выборов
|                    | 1-й тур            | 1-й тур     |
|                    | Количество голосов | В процентах |
| ------------------ | ------------------ | ----------- |
| Махмуд Ахмадинежад | 24 527 516         | 62,63%      |
| Мир-Хосейн Мусави  | 13 216 411         | 33,75%      |
| Мохсен Резайи      | 678 240            | 1,73%       |
| Мехди Карруби      | 333 635            | 0,85%       |
| Итого:             | 38 755 802         | 100%        |

### Голосование за границей
На избирательные участки в посольствах и консульствах Ирана по всему миру пришли 56 860 человек. Среди экспатов уверенную победу одержал Мир-Хосейн Мусави. В России официально проголосовали всего 5 человек, все за Мусави.
- Мир-Хосейн Мусави: 68,56 %
- Махмуд Ахмадинежад: 12,62 %
- Мехди Карруби: 11,92 %
- Мохсен Резайи: 2,10 %
- Против всех: 4,81 %

## Беспорядки
После официального объявления ЦИК победы Ахмадинежада в Иране начались массовые выступления сторонников Мир-Хосейна Мусави. В Тегеране несколько тысяч человек вышли на демонстрации под лозунгами «Долой диктатора!» и «Смерть диктатору!». Мусави объявил, что «не поддастся этой манипуляции» и предупредил, что поведение некоторых политиков во время выборов «сотрясает политические устои страны».. В ходе подавления акций протеста было убито несколько человек. 19 июня аятолла Али Хаменеи впервые после президентских выборов и начала беспорядков выступил с обращением к нации, призывая к спокойствию.

## Реакция

### Реакция в Иране
Аятолла Али Хаменеи, Высший руководитель Ирана призвал проигравших на президентских выборах кандидатов воздержаться от провокаций и поддержать действующего президента Махмуда Ахмадинежада, одержавшего уверенную победу. «Избранный и почитаемый президент является президентом всей иранской нации и каждого, включая вчерашних соперников, которые должны единодушно поддержать (его) и помогать ему», — говорится в заявлении Аятоллы.
Махмуд Ахмадинежад считает прошедшие в Иране президентские выборы «абсолютно свободными».
Министр иностранных дел Ирана Манучехр Моттаки назвал выборы «самыми громкими и честными в мире». По словам министра, «весь иранский народ является победителем на этих выборах».
В знак протеста против итогов выборов влиятельный государственный деятель, бывший президент Ирана Акбар Хашеми ушёл в отставку со всех постов (до 13 июня он, в частности, возглавлял Совет целесообразности).
Заместитель министра внутренних дел Ирана Джомей Рухолла заявил о том, что администрация просила его опубликовать результаты выборов до их окончания. Покинул информационное агентство IRNA в знак протеста.
Исламская Ассоциация Воинов-Проповедников, поддерживающая бывшего президента Мохаммада Хатами, опубликовала заявление, призывающее отменить «мошеннические выборы» и провести новые в «более спокойной, законной и справедливой атмосфере».
22 июня Совет Стражей Исламской республики Иран признал, что в ходе подсчета голосов в 50 населенных пунктах, в основном в провинции, были допущены фальсификации, которые могли привести к погрешности в размере 3 миллиона голосов.

### Международная реакция
- Венесуэла: Президент Венесуэлы Уго Чавес поздравил по телефону Ахмадинежада с повторным избранием на должность президента Ирана.[77]
- Евросоюз: «Совет Европейского союза обеспокоен предполагаемыми нарушениями в ходе выборов и насилием, которое возникло сразу после объявления официальных результатов выборов 13 июня 2009 года», — говорится в заявлении Совета ЕС.[78]
- Израиль: «Международное сообщество должно продолжать бескомпромиссную борьбу против наращивания Ираном своего ядерного потенциала, а также добиваться прекращения этой страной поддержки террористических организаций в мире», — глава МИД Израиля Авигдор Либерман.[79]
- Сирия: Президент Сирии Асад поздравил Ахмадинеджада и выказал уверенность в дальнейшем развитии отношений между двумя странами.[80]
- США: «США не изменят политику в отношении Ирана из-за результатов иранских президентских выборов» — постоянный представитель США при ООН.[81]

### Сайты кандидатов
- Сайт Махмуда Ахмадинежада
- Сайт Мехди Карруби
- Сайт Мир-Хосейна Мусави
- Сайт Мохсена Резаи Архивная копия от 2 марта 2020 на Wayback Machine